# 류재인
류재인(柳在寅, 1996년 5월 6일 ~ )은 KBO 리그 NC 다이노스의 우완 사이드암 투수이다.

## 아마추어 시절
공주중동초등학교, 마산중학교를 거쳐 마산고등학교에 진학했다. 2학년이던 2013년에 열린 제67회 황금사자기 전국고교야구대회에서 궁정홍, 류승찬 등과 함께 마산고등학교의 결승 진출에 기여하였지만, 결승전에서 덕수고등학교에 패하면서 패전 투수가 되었다. 같은 해 9월에 열린 제41회 봉황대기 전국고교야구대회에서도 마산고등학교의 결승전 진출에 기여하였으나 결승전에서 마산고등학교가 군산상업고등학교에 패배하면서 준우승에 머물렀고, 이 대회에서 감투상을 수상하였다.

## NC 다이노스시절
2014년 8월 25일 2015년 한국프로야구 신인 드래프트에서 NC 다이노스에 2차 5라운드 46순위에 지명되었다. 9월 27일에 계약금 7,000만원에 계약을 체결하였다.
2017년 8월 11일 롯데전에서 데뷔 첫 경기를 치렀고, 경기에서 0.2이닝 무실점을 기록하였다.

## 수상 경력
- 2013년 제41회 봉황대기 전국고교야구대회 감투상

## 출신 학교
- 공주중동초등학교
- 마산중학교
- 마산고등학교

## 통산 기록
| 연도 | 팀명  | 평균자책점 | 경기 | 완투 | 완봉 | 승 | 패 | 세 | 홀 | 승률 | 타자 | 이닝 | 피안타 | 피홈런 | 볼넷 | 사구 | 탈삼진 | 실점 | 자책점 |
| ---- | ----- | ---------- | ---- | ---- | ---- | -- | -- | -- | -- | ---- | ---- | ---- | ------ | ------ | ---- | ---- | ------ | ---- | ------ |
| 2017 | NC    | 0.00       | 1    | 0    | 0    | 0  | 0  | 0  | 0  | -    | 3    | 0.2  | 1      | 0      | 0    | 0    | 0      | 0    | 0      |
| 2018 | NC    | 16.20      | 1    | 0    | 0    | 0  | 0  | 0  | 0  | -    | 11   | 1.2  | 1      | 1      | 2    | 3    | 2      | 3    | 3      |
| 통산 | 2시즌 | 11.57      | 2    | 0    | 0    | 0  | 0  | 0  | 0  | -    | 14   | 2.1  | 2      | 1      | 2    | 3    | 2      | 3    | 3      |